# NAW/Hess BGT 5-25 und BT 5-25
| BGT 5-25 und BT 5-25                                              | BGT 5-25 und BT 5-25              | BGT 5-25 und BT 5-25              |
| ----------------------------------------------------------------- | --------------------------------- | --------------------------------- |
| BT 5-25 Nummer 267 und BGT 5-25 Nummer 190 vor dem Bahnhof Luzern |                                   |                                   |
| Typ                                                               | BGT 5-25                          | BT 5-25                           |
| Hersteller                                                        | Fahrgestell: NAW Karosserie: Hess | Fahrgestell: NAW Karosserie: Hess |
| Elektrik                                                          | Siemens, BBC-Sécheron oder ABB    | Siemens, BBC-Sécheron oder ABB    |
| Bauart                                                            | Gelenkwagen                       | Solowagen                         |
| Leistung                                                          | 185 kW                            | 155 kW                            |
| Hilfsantrieb                                                      | Benzin-Aggregat                   | Benzin-Aggregat                   |
| Länge                                                             | 17.700 mm                         | 11.700 mm                         |
| Breite                                                            | 2500 mm                           | 2500 mm                           |
| Höhe                                                              | 3040 mm                           | 3040 mm                           |
| Leergewicht                                                       | 15.800 kg oder 15.970 kg          | 11.670 kg                         |
| Maximalgewicht                                                    | 27.000 kg                         | 18.500 kg                         |
| Einstiege                                                         | vier                              | drei                              |
| Sitzplätze                                                        | 34                                | 25                                |
| Stehplätze                                                        | 121                               | 72                                |
| Gesamtkapazität                                                   | 155 Personen                      | 97 Personen                       |

NAW/Hess BGT 5-25 und BT 5-25 ist die Bezeichnung zweier Schweizer Trolleybus-Typen. Man unterscheidet zwischen Solowagen BT 5-25 und Gelenkwagen BGT 5-25. Die Hochflurwagen wurden in der zweiten Hälfte der 1980er Jahre von den Unternehmen Nutzfahrzeuggesellschaft Arbon & Wetzikon (NAW), Carrosserie Hess sowie Ramseier & Jenzer in enger Zusammenarbeit mit den Verkehrsbetrieben Luzern (VBL) entwickelt. Sie lösten den APG-Trolleybus aus den 1960er Jahren beziehungsweise den VST-Einheitstrolleybus aus den 1970er Jahren ab und wurden zwischen 1987 und 1992 an insgesamt sechs Schweizer Trolleybusbetriebe geliefert. Zusammen entstanden 87 Gelenk- und 33 Solowagen, die sich jedoch in technischen und gestalterischen Details voneinander unterschieden. Anschliessend wurde die Baureihe vom niederflurigen Nachfolger Hess Swisstrolley abgelöst. Die BGT 5-25 und BT 5-25 sind ferner die ersten Schweizer Trolleybusse, die rekuperieren, das heisst die beim Bremsen entstehende elektrische Energie in die Fahrleitung zurückspeisen können.

## Typenbezeichnung
Die Typenbezeichnung wird wie folgt aufgeschlüsselt:
| 0B    | Bus                    |
| 0T GT | Trolley Gelenk-Trolley |
| 05    | Baugrösse              |
| 25    | Breite (2,5 Meter)     |

## Einsatzbetriebe
| Betrieb                      | Anzahl | Nummern | Baujahre  | Elektrik                      |
| ---------------------------- | ------ | ------- | --------- | ----------------------------- |
| Trolleybus Luzern            | 20 BGT | 181–200 | 1987–1991 | 181–196: Siemens 197–200: ABB |
| Trolleybus Luzern            | 30 BT  | 251–280 | 1988/1989 | Siemens                       |
| Trolleybus Neuenburg         | 21 BGT | 101–121 | 1991      | ABB                           |
| Trolleybus Genf              | 20 BGT | 681–700 | 1987/1988 | BBC-Sécheron                  |
| Trolleybus St. Gallen        | 18 BGT | 151–168 | 1991/1992 | ABB                           |
| Trolleybus Schaffhausen      | 08 BGT | 111–118 | 1991/1992 | ABB                           |
| Trolleybus La Chaux-de-Fonds | 03 BT  | 111–113 | 1990      | Siemens                       |

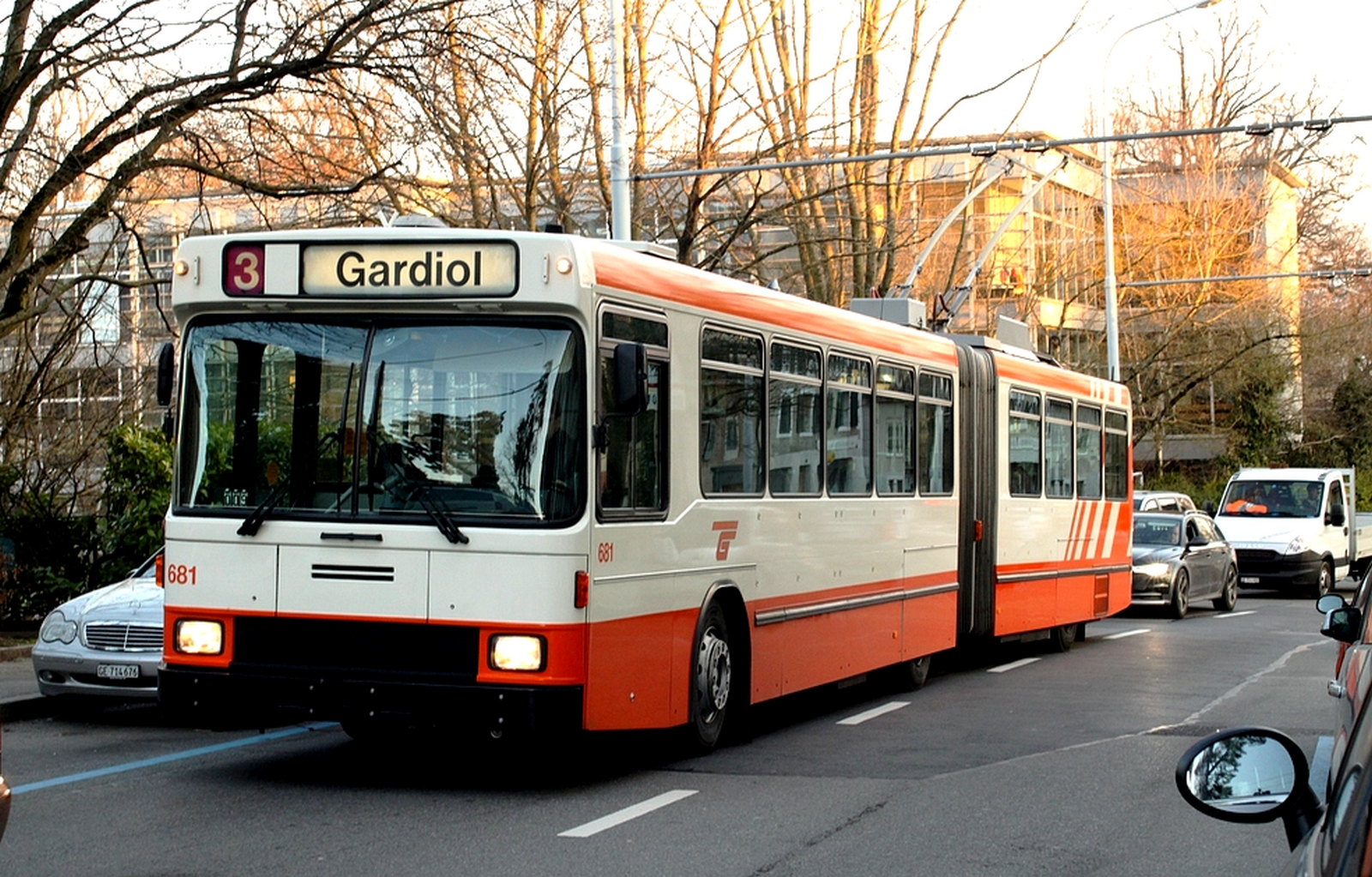
Genf
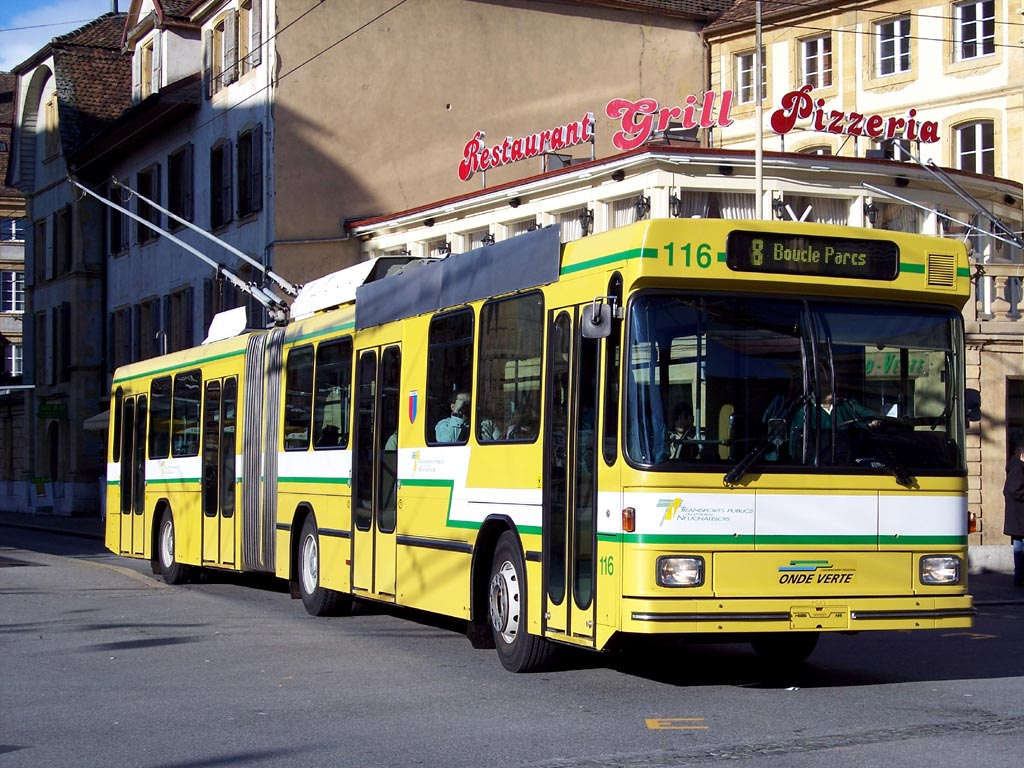
Neuenburg
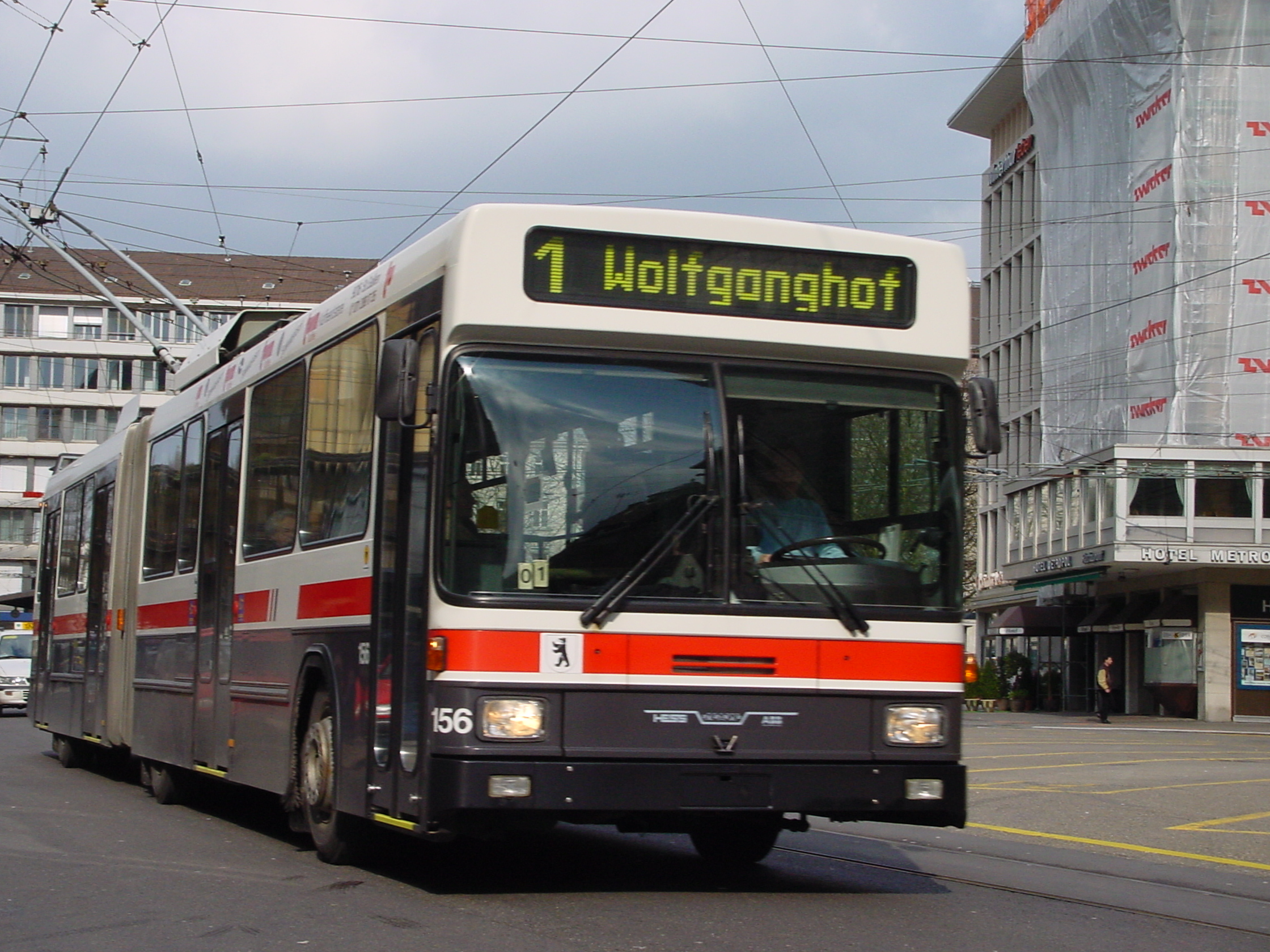
St. Gallen
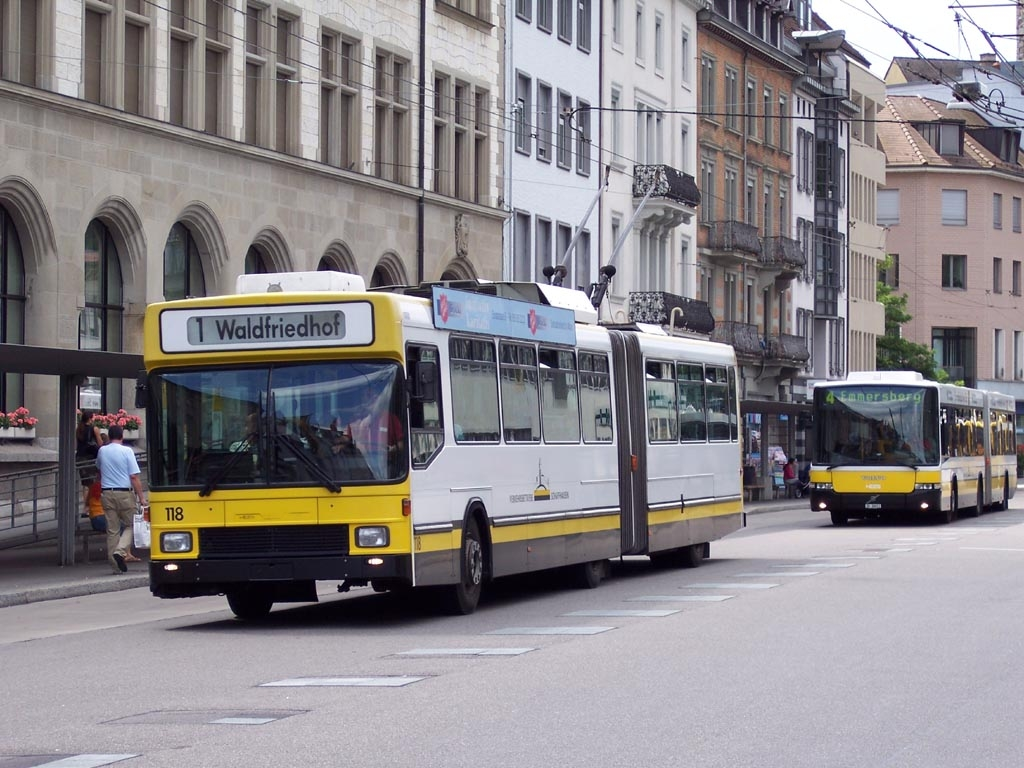
Schaffhausen
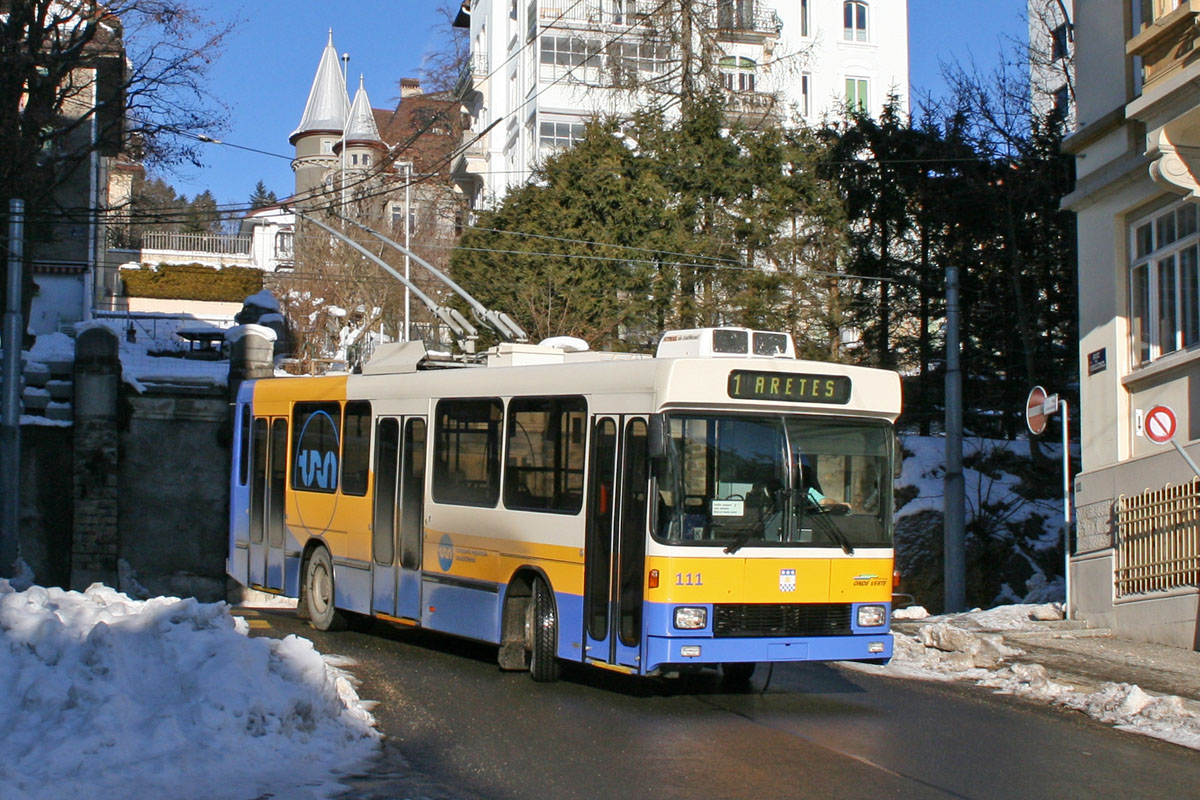
La Chaux-de-Fonds

Gleichartige Hess-Aufbauten besassen ausserdem die in den Jahren 1987 bis 1989 gebauten Duo-Busse 101–112 beim Trolleybus Freiburg, sie hatten jedoch B10M-Fahrgestelle von Volvo.

## Technik
Das NAW-Chassis ist nach einem Baukastensystem aufgebaut. Es erlaubt einen durchgehenden, ebenen Fussboden. Die eingesetzten Aggregate sowie Achsen, Aufhängung und Drehgelenk stammen aus dem Standard-Dieselbus-Programm der Typen O 405 beziehungsweise O 405 G von Daimler-Benz. Die Chassisherstellung und die Montage der Aggregate erfolgten in den Werkstätten des Buszentrums der NAW in Wetzikon.
Die tragende Struktur des Hess-Aufbaus besteht aus Leichtmetall-Spezialprofilen des Systems CO-BOLT. Die Basis des CO-BOLT-Systems bildet das Alusuisse-System M54 38. Die hochbeanspruchten Partien in den Türbereichen sind mit Stahleinsätzen verstärkt.
Die seitliche Aussenverkleidung besteht aus dem tragenden Seitenwandprofil sowie im unteren Bereich aus Klappen, die leicht auszutauschen sind. Front-, Heck- und Dachverkleidung sind aus glasfaserverstärktem Kunststoff gefertigt.
Die elektrische Ausrüstung beruht auf dem Prinzip der Chopper-Steuerung. Zur Regelung von Spannung und Strom dienen nicht mehr Widerstände, sondern Halbleiterelemente, die mehrfach pro Sekunde ein- und ausschalten. Moderne GTO-Thyristoren vereinfachen den Hauptstromkreis und reduzieren die Anzahl Bauteile, da der früher nötige Löschkreis entfällt.
Im Gegensatz zur klassischen Widerstandssteuerung erlaubt nun die Leistungselektronik auch eine elektrische Nutzbremsung. Dabei kann die anfallende Bremsenergie sowohl fahrzeugintern zur Speisung der Heizung und der Hilfsantriebe als auch extern an das Fahrleitungsnetz zurückgespeist (rekuperiert) werden. Durch diese damals neue Rekuperationsbremse konnte im Vergleich zu den Vorgängerfahrzeugen 15 Prozent der Energie aus dem Netz gespart werden.
Um Investitionskosten und Gewicht zu sparen, sind die Fahrmotoren für den Standard- und den Gelenktrolleybus unterschiedlich ausgelegt. Als Steuerung wird ein Mikroprozessor-Steuergerät der Bauart SIBAS 16 eingesetzt. Diese Art der Steuerung erlaubte ein einfaches Inbetriebsetzen und einen einfachen Unterhalt. Ein Fehlerspeicher ermöglichte es ausserdem, die aufwendige Fehlersuche stark zu reduzieren.

## Geschichte der Luzerner Wagen

### Vorgeschichte
In den 1980er Jahren prüften die Verkehrsbetriebe Luzern, ob sich ein Retrofit bei ihren damals rund zwanzig Jahre alten Trolleybussen noch lohnen würde. Diese Untersuchung ergab, dass die Auffrischung der alten Wagen rund 70 Prozent der Kosten einer Neuanschaffung ausmachen würde. Im Gegenzug wäre jedoch die restliche Lebensdauer deutlich geringer als bei neuen Fahrzeugen. Somit entschieden sich die VBL für die Neubeschaffung. 
Nachdem die Luzerner Einwohner am 9. Juni 1985 einem Kredit in Höhe von 35 Millionen Schweizer Franken zur Anschaffung von 30 Zweiachs-Trolleybussen, 16 Gelenk-Trolleybussen und elf Dieselbussen zugestimmt hatten, begannen die VBL damit, sich nach geeigneten Fahrzeugen umzusehen.

### Anforderungen
Die neuen Trolleybusse sollten für eine Lebensdauer von 25 Jahren oder eine Laufleistung von 1,5 Millionen Kilometern ausgelegt sein und die zum Beschaffungszeitpunkt neuesten technischen Entwicklungen berücksichtigen. So waren die Geräuschentwicklung innerhalb und ausserhalb der Fahrzeuge und der Energieverbrauch wichtige Kriterien. Des Weiteren legte man hohen Wert auf den Fahrgastkomfort, gute Sichtverhältnisse für den Fahrer, einen möglichst geringen Wartungs- und Unterhaltungsaufwand, Korrosionsschutz von Fahrgestell und Karosserie und auf hohe Betriebssicherheit.

### Evaluationsverfahren und Bestellung
Angesichts der Höhe der Investition von 35 Millionen Schweizer Franken war es wichtig, dass ein korrektes Evaluationsverfahren durchgeführt wurde. So kam es zu drei Offertenrunden, wobei die erste als Marktstudie diente. Bei der zweiten wurden dann die Angebote unter der Berücksichtigung von betriebswirtschaftlichen, technischen und politischen Aspekten geprüft. Schliesslich wurden die Angebote, bei einer dritten Offertenrunde, unter weiteren Aspekten optimiert und reduziert.
Folgende Konzeptschwerpunkte vermochten am meisten zu überzeugen:
- Fahrgestell: offene Leiterrahmenbauweise, verstärkte Trolleybushinterachse
- Aufbau: Schweizer Leichtmetallaufbau, analog zu den Dieselbussen
- Elektrik: Antrieb mit Leistungselektronik, Steuerung durch modernes Wagensteuergerät

So wurden schliesslich aus einer Auswahl von sechs Chassis-, drei Aufbau- und vier Elektrolieferanten die Nutzfahrzeuggesellschaft Arbon & Wetzikon, die Carrosserie Hess AG und die Siemens Albis AG ausgewählt, die neuen Trolleybusse zu liefern.

### Inbetriebnahme

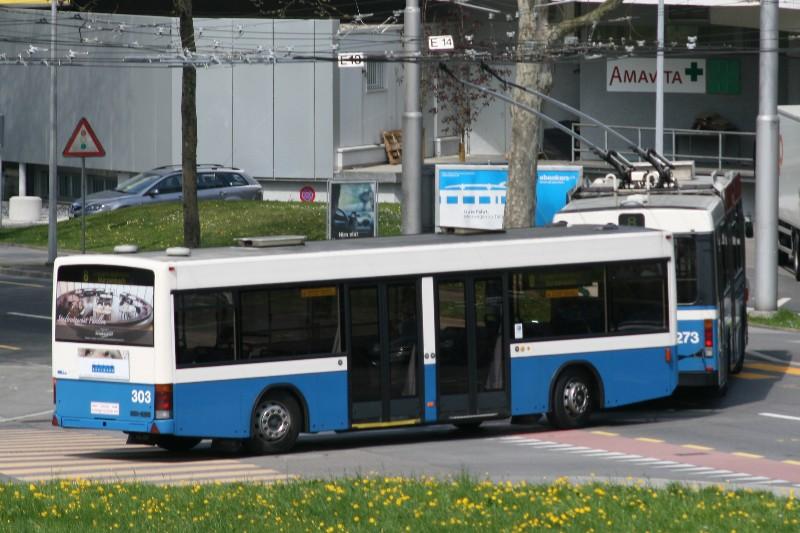
Einsatz von Anhängern auf der Linie 8

Am 23. Juli 1989 wurden die Wagen 181 bis 196 und 251 bis 280 anlässlich einer offiziellen Übergabefeier vorgestellt. Als Ergänzung der Gelenktrolleybus-Serie wurden vier weitere Wagen mit den Nummern 197–200 analog zu den früher gelieferten bestellt, deren elektrische Ausrüstung wurde jedoch von ABB zugeliefert. Im Verlauf des Jahres 1991 konnten alle Fahrzeuge termingerecht den Linienbetrieb aufnehmen.
Die Solowagen kommen in Luzern seit 1998 auch mit niederflurigen Anhängern zum Einsatz. Auf diese kann auch im Zusammenspiel mit den hochflurigen Zugfahrzeugen ein barrierefreier Einstieg angeboten werden. Hierzu wurden 19 der 30 Wagen wie folgt adaptiert:
- 1996: 270
- 1998: 271–278
- 2002: 279 und 260–262
- 2005: 263–268

### Ausmusterungen und Nachfolger

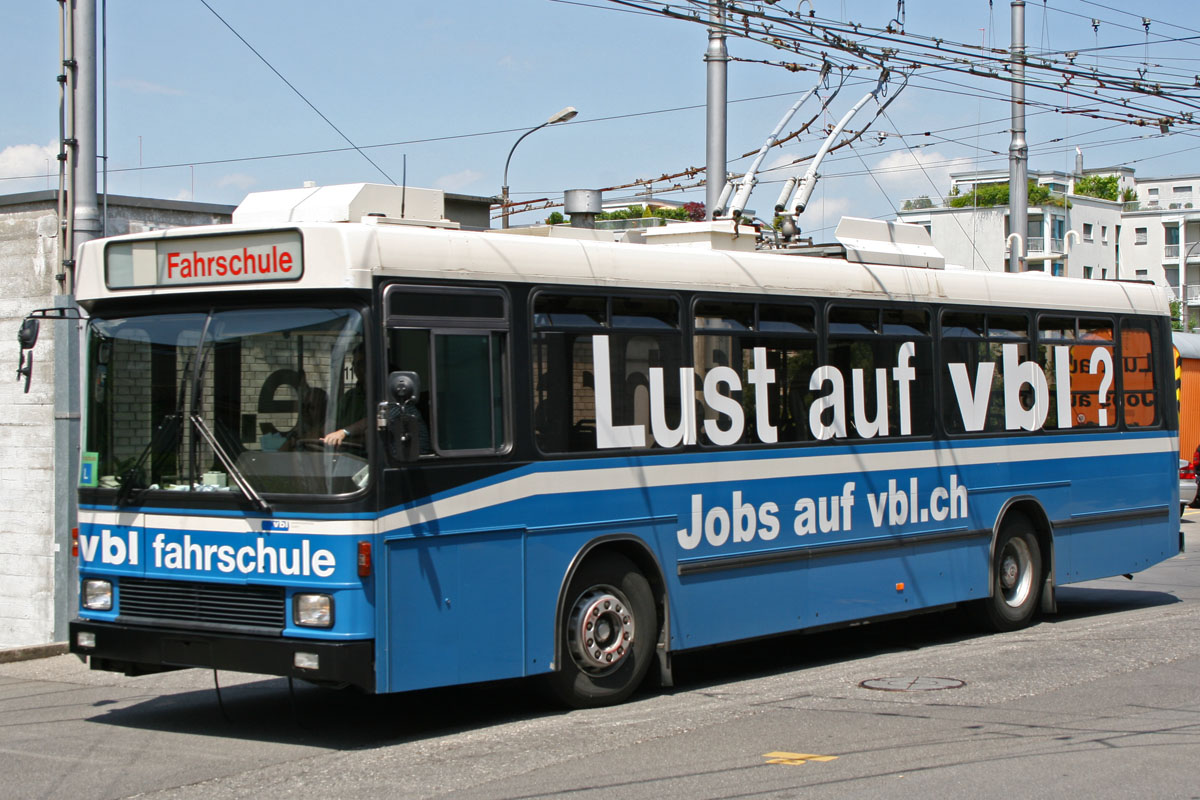
Wagen Nummer 253 als Fahrschulwagen beschriftet und wieder mit Rollbändern versehen

In Luzern sind mittlerweile ein Teil der Solo- und alle Gelenkwagen ausrangiert und durch Swisstrolleys ersetzt worden:
Solowagen
- 251: Nach einem Blitzeinschlag im Juli 2007 ausgemustert und bis zur Verschrottung im August 2008 „Ersatzteillager“
- 252: Fahrschulfahrzeug, ab Mitte November 2008 wieder mit Rollbandanzeigen
- 253: Fahrschulfahrzeug, ab Mitte November 2008 wieder mit Rollbandanzeigen, aufgrund eines Defekts Mitte Juni 2011 verschrottet
- 254: Ende 2013 ausgemustert und verschrottet
- 255: nach Defekt im Oktober 2006 ausgemustert und bis zur Verschrottung im November 2007 „Ersatzteillager“
- 256: wurde im Juli 2009 ausgemustert und 2010 verschrottet
- 257: Ende 2011 an Retrobus verkauft
- 258+259: Ende 2013 ausgemustert und verschrottet
- 265: 2014 ausgemustert und nach Valparaiso verkauft
- 266: 2014 ausgemustert und nach Valparaíso verkauft
- 267: 2014 ausgemustert und verschrottet
- 268–270: 2014 ausgemustert und nach Valparaíso verkauft
- 271: 2014 zusammen mit Anhänger Nr. 301 an Retrobus verkauft
- 272+273: 2014 ausgemustert und nach Valparaíso verkauft
- 275+276: 2014 ausgemustert und nach Valparaíso verkauft
- 277: Ende 2013 ausgemustert und verschrottet
- 278: 2014 ausgemustert und nach Valparaíso verkauft
- 280: Reifwagen bis 2014  (vbl historic)

Gelenkwagen
- 181: Mitte November 2008 ausgemustert, diente bis zur Verschrottung Anfang Januar als Ersatzteilspender
- 182: Ende Februar 2009 ausgemustert, diente bis zur Verschrottung Mitte März als Ersatzteilspender
- 186: Mitte März 2009 ausgemustert, diente bis zur Verschrottung Anfang April als Ersatzteilspender
- 187: Ende April 2009 ausgemustert, diente bis zur Verschrottung Anfang Mai als Ersatzteilspender
- 192: nach Defekt Mitte Mai 2009 ausgemustert und kurz darauf verschrottet
- 193: Anfang Juli 2009 ausgemustert und kurz darauf verschrottet
- 194: Mitte Juli 2009 ausgemustert und kurz darauf verschrottet
- 196: Anfang August 2009 ausgemustert und Ende August verschrottet
- 198: Mitte August 2009 ausgemustert und kurz darauf verschrottet
- 199: Ende August 2009 ausgemustert und Anfang September verschrottet
- 195: Anfang September 2009 ausgemustert und kurz darauf verschrottet
- 197: Anfang September 2009 ausgemustert und kurz darauf verschrottet
- 183: Ende Oktober 2009 ausgemustert und anschliessend wieder mit Rollbandanzeigen versehen
- 184: Ende Oktober 2009 ausgemustert und anschliessend wieder mit Rollbandanzeigen versehen
- 185: Ende Oktober 2009 ausgemustert und anschliessend wieder mit Rollbandanzeigen versehen
- 188: Anfang November 2009 ausgemustert und anschliessend wieder mit Rollbandanzeigen versehen
- 189: Anfang November 2009 ausgemustert und anschliessend wieder mit Rollbandanzeigen versehen
- 200: Ende Januar 2010 ausgemustert, anschliessend ausgeschlachtet und Ende März 2010 verschrottet
- 191: Mitte Mai 2010 ausgemustert, anschliessend ausgeschlachtet und Anfangs Juni 2010 verschrottet
- 190: nach Unfall am 24. Juli 2012 ausgemustert

Die fünf Wagen 183, 184, 185, 188 und 189 wurden nach ihrer Ausrangierung wieder mit Rollbandanzeigen ausgestattet, die im Zuge der Ausrüstung mit LCD-Anzeigen im Jahr 2005 ausgebaut worden waren, und waren für den Verkauf vorgesehen. Nachdem die Wagen zwischenzeitlich auf dem Areal des abgerissenen GOWA-Depot neben dem VBL-Depot abgestellt waren, wurden sie am 25. Februar 2010 in den ehemaligen Armee-Motorfahrzeugpark in Dagmersellen überführt. 2011 wurde Nr. 184 an Retrobus abgegeben, die anderen vier Wagen wurden verschrottet.

### Umrüstungen im Verlaufe der Einsatzzeit
Ab Anfang 2005 hatten alle 50 NAW-Trolleybusse einen neuen Bord-Rechner, den IBISplus von Siemens und neue LCD-Anzeigen von Gorba. In den Jahren 2008 bis 2011 wurden die im Linienbetrieb verbleibenden 23 BT 5-25 weiter modernisiert. Das Retrofit umfasste folgende Punkte:
- Umlackierung ins neue Farbschema
- Entfernung der Linienverlaufsanzeigen im Inneren
- Einbau von zwei TFT-Bildschirmen zur Fahrgastinformation (Linienverlauf) sowie für Werbung und ähnliches
- Ersatz der Polstersitze durch Hartschalensitze
- Farbliche Anpassung der Wände im Fahrzeug

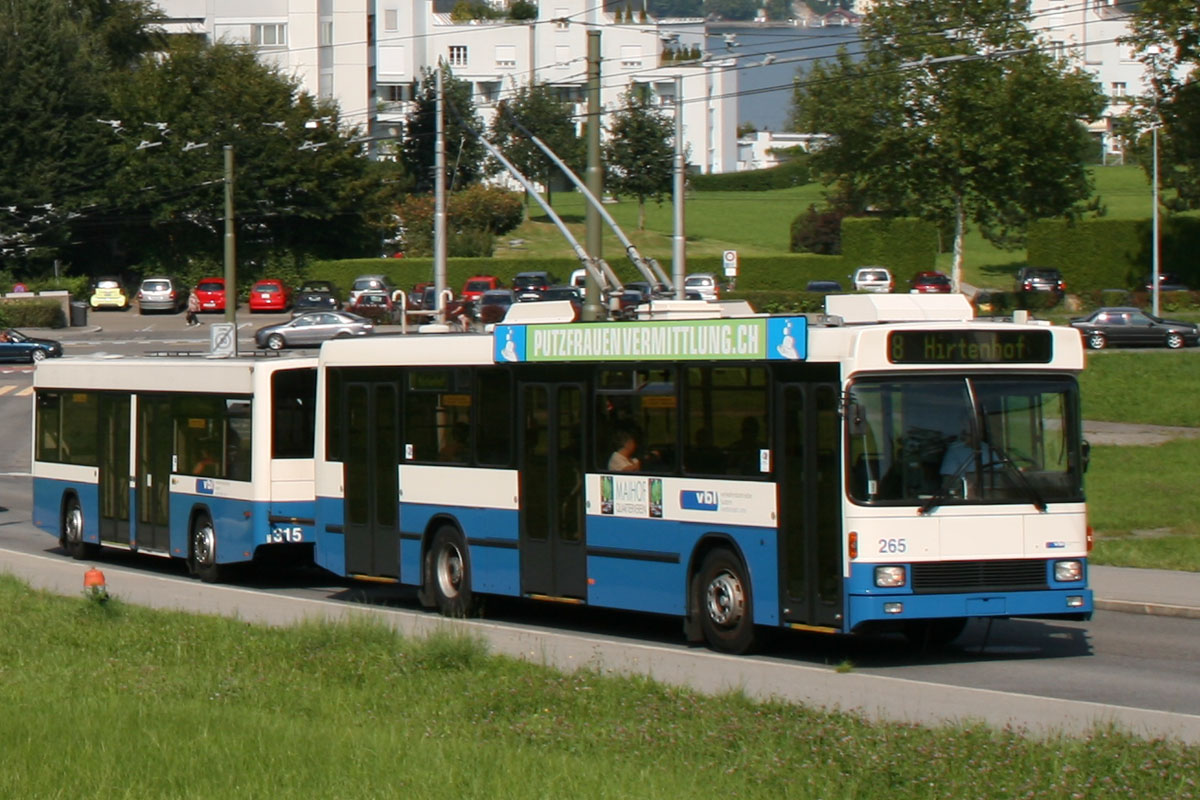
Wagen 265 in neuer Lackierung nach seiner Modernisierung
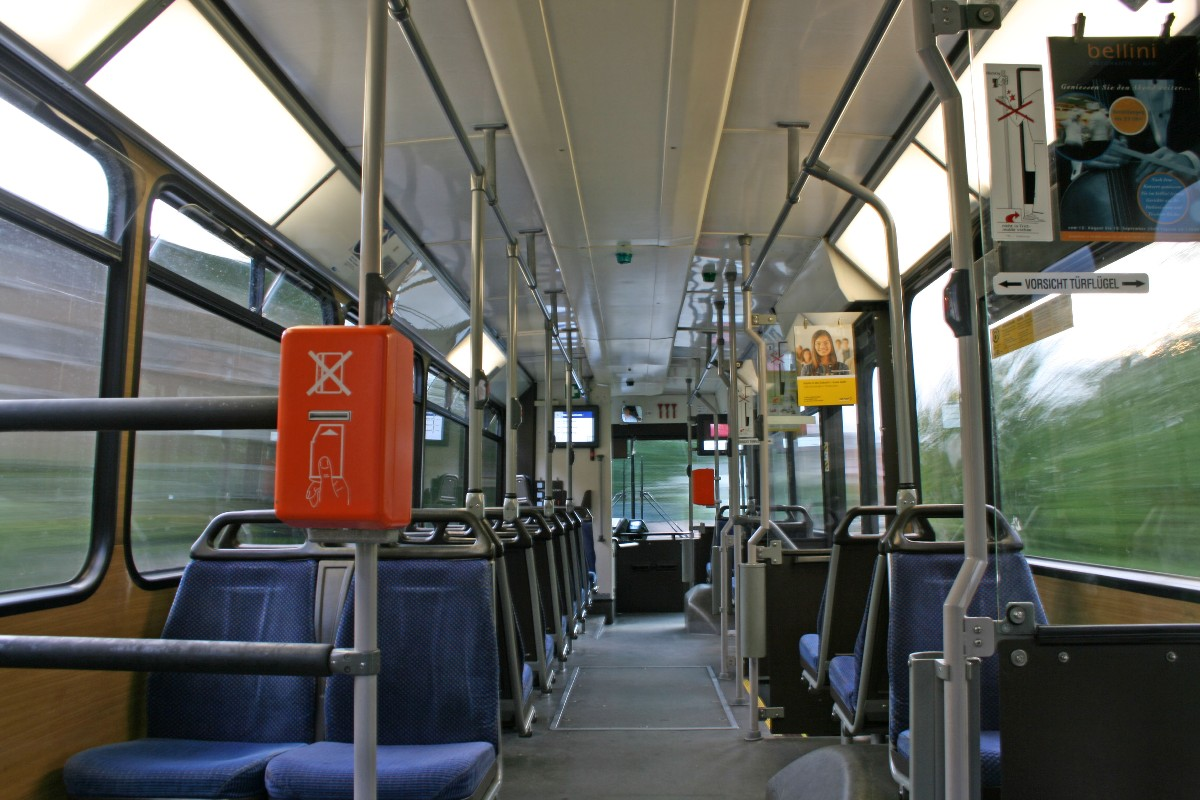
Der Innenraum vor  …
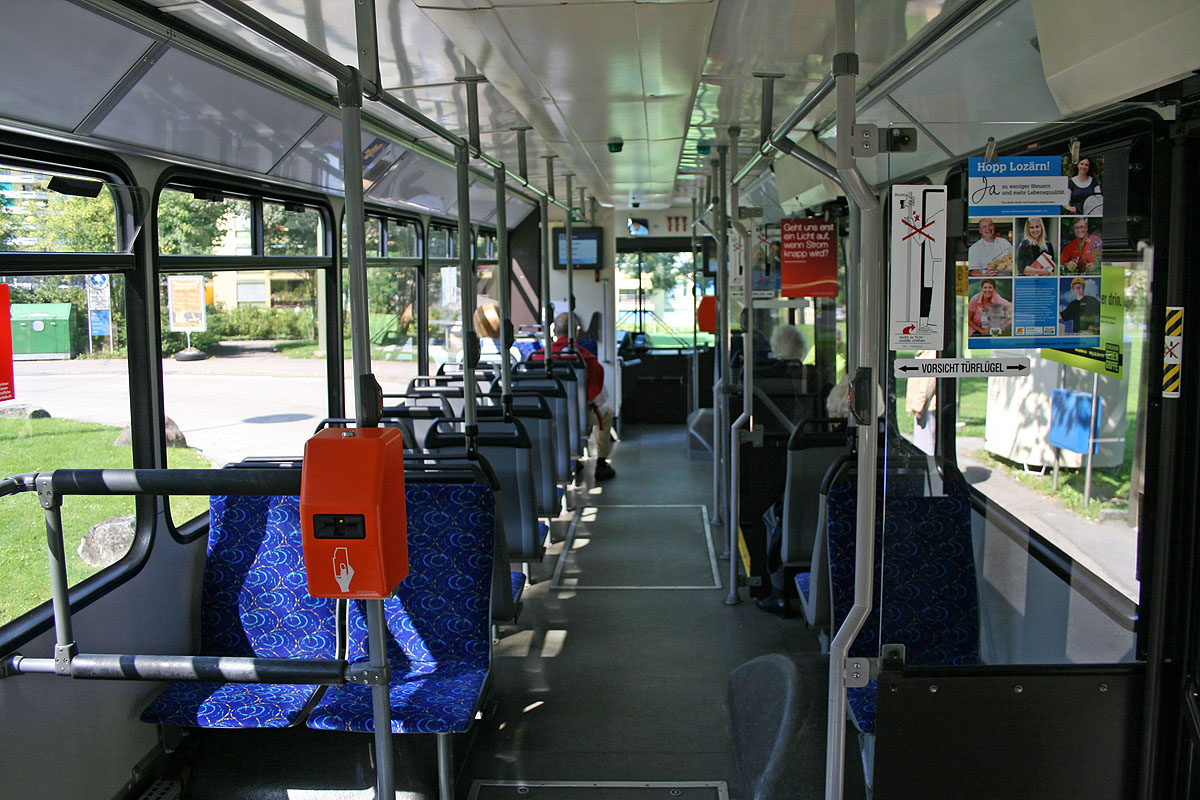
… und nach der Modernisierung